# Index Fungorum
Index Fungorum (можливий переклад — Індекс назв грибів) — сайт, який забезпечує доступ до бази даних наукових (латинських) назв мікологічних таксонів, включаючи дані про мікологів-систематиків, які є авторами цих назв.

## Мета
Index Fungorum — міжнародний науковий проєкт, його метою є створення повної бази даних в області мікологічної номенклатури, тобто облік всіх назв сучасних і вимерлих біологічних таксонів, що належать до грибів, включаючи дріжджі і лишайники, а також облік всіх мікологів-систематиків, які є авторами мікологічних таксонів.